# Europarlamentari della Francia della IX legislatura
Gli europarlamentari della Francia della IX legislatura, eletti in occasione delle elezioni europee del 2019, sono stati i seguenti.

## Lista
| Europarlamentare           | Lista                                                     | Gruppo    |
| -------------------------- | --------------------------------------------------------- | --------- |
| François Alfonsi           | Europe Écologie (Regioni e Popoli Solidali)               | Verdi/ALE |
| Éric Andrieu               | Envie d'Europe écologique et sociale (Partito Socialista) | S&D       |
| Mathilde Androuët          | Rassemblement National                                    | ID        |
| Manon Aubry                | La France Insoumise                                       | GUE/NGL   |
| Jordan Bardella            | Rassemblement National                                    | ID        |
| Nicolas Bay                | Rassemblement National                                    | ID        |
| Aurelia Beigneux           | Rassemblement National                                    | ID        |
| François-Xavier Bellamy    | Union de la droite et du centre (I Repubblicani)          | PPE       |
| Stéphane Bijoux            | Renaissance (La République En Marche)                     | RE        |
| Dominique Bilde            | Rassemblement National                                    | ID        |
| Benoît Biteau              | Europe Écologie (Europa Ecologia I Verdi)                 | Verdi/ALE |
| Manuel Bompard             | La France Insoumise                                       | GUE/NGL   |
| Gilles Boyer               | Renaissance (Indipendente)                                | RE        |
| Annika Bruna               | Rassemblement National                                    | ID        |
| Sylvie Brunet              | Renaissance (Movimento Democratico)                       | RE        |
| Pascal Canfin              | Renaissance                                               | RE        |
| Damien Carême              | Europe Écologie (Europa Ecologia I Verdi)                 | Verdi/ALE |
| Catherine Chabaud          | Renaissance (Movimento Democratico)                       | RE        |
| Leila Chaibi               | La France Insoumise                                       | GUE/NGL   |
| Nathalie Colin-Oesterlé    | Union de la droite et du centre (I Centristi)             | PPE       |
| Gilbert Collard            | Rassemblement National                                    | ID        |
| David Cormand              | Europe Écologie (Europa Ecologia I Verdi)                 | Verdi/ALE |
| Arnaud Danjean             | Union de la droite et du centre (I Repubblicani)          | PPE       |
| Jérémy Decerle             | Renaissance                                               | RE        |
| Gwendoline Delbos-Corfield | Europe Écologie (Europa Ecologia I Verdi)                 | Verdi/ALE |
| Karima Delli               | Europe Écologie (Europa Ecologia I Verdi)                 | Verdi/ALE |
| Geoffroy Didier            | Union de la droite et du centre (I Repubblicani)          | PPE       |
| Pascal Durand              | Renaissance                                               | RE        |
| Agnès Evren                | Union de la droite et du centre (I Repubblicani)          | PPE       |
| Laurence Farreng           | Renaissance (Movimento Democratico)                       | RE        |
| Jean-Paul Garraud          | Rassemblement National                                    | ID        |
| Raphaël Glucksmann         | Envie d'Europe écologique et sociale (Place publique)     | S&D       |
| Catherine Griset           | Rassemblement National                                    | ID        |
| Christophe Grudler         | Renaissance (Movimento Democratico)                       | RE        |
| Bernard Guetta             | Renaissance                                               | RE        |
| Sylvie Guillaume           | Envie d'Europe écologique et sociale (Partito Socialista) | S&D       |
| Valerie Hayer              | Renaissance (La République En Marche)                     | RE        |
| Brice Hortefeux            | Union de la droite et du centre (I Repubblicani)          | PPE       |
| Yannick Jadot              | Europe Écologie (Europa Ecologia I Verdi)                 | Verdi/ALE |
| Jean-François Jalkh        | Rassemblement National                                    | ID        |
| France Jamet               | Rassemblement National                                    | ID        |
| Virginie Joron             | Rassemblement National                                    | ID        |
| Herve Juvin                | Rassemblement National                                    | ID        |
| Pierre Karleskind          | Renaissance (La République En Marche)                     | RE        |
| Fabienne Keller            | Renaissance (Agir)                                        | RE        |
| Aurore Lalucq              | Envie d'Europe écologique et sociale (Place publique)     | S&D       |
| Hélène Laporte             | Rassemblement National                                    | ID        |
| Pierre Larrouturou         | Envie d'Europe écologique et sociale (Nouvelle Donne)     | S&D       |
| Gilles Lebreton            | Rassemblement National                                    | ID        |
| Julie Lechanteux           | Rassemblement National                                    | ID        |
| Nathalie Loiseau           | Renaissance (La République En Marche)                     | RE        |
| Thierry Mariani            | Rassemblement National                                    | ID        |
| Emmanuel Maurel            | La France Insoumise (Sinistra Repubblicana e Socialista)  | GUE/NGL   |
| Joëlle Mélin               | Rassemblement National                                    | ID        |
| Nadine Morano              | Union de la droite et du centre (I Repubblicani)          | PPE       |
| Philippe Olivier           | Rassemblement National                                    | ID        |
| Younous Omarjee            | La France Insoumise                                       | GUE/NGL   |
| Anne-Sophie Pelletier      | La France Insoumise                                       | GUE/NGL   |
| Maxette Pirbakas           | Rassemblement National                                    | ID        |
| Dominique Riquet           | Renaissance (Movimento Radicale (Social Liberale))        | RE        |
| Michèle Rivasi             | Europe Écologie (Europa Ecologia I Verdi)                 | Verdi/ALE |
| Jérôme Rivière             | Rassemblement National                                    | ID        |
| Caroline Roose             | Europe Écologie (Alleanza Ecologista Indipendente)        | Verdi/ALE |
| André Rougé                | Rassemblement National                                    | ID        |
| Anne Sander                | Union de la droite et du centre (I Repubblicani)          | PPE       |
| Mounir Satouri             | Europe Écologie (Europa Ecologia I Verdi)                 | Verdi/ALE |
| Stéphane Séjourné          | Renaissance (La République En Marche)                     | RE        |
| Irène Tolleret             | Renaissance                                               | RE        |
| Marie Toussaint            | Europe Écologie (Europa Ecologia I Verdi)                 | Verdi/ALE |
| Véronique Trillet-Lenoir   | Renaissance                                               | RE        |
| Marie-Pierre Vedrenne      | Renaissance (Movimento Democratico)                       | RE        |
| Salima Yenbou              | Europe Écologie (Alleanza Ecologista Indipendente)        | Verdi/ALE |
| Stéphanie Yon-Courtin      | Renaissance                                               | RE        |
| Chrysoula Zacharopoulou    | Renaissance (La République En Marche)                     | RE        |

## Modifiche intervenute

### Europarlamentari eletti per effetto dell'attribuzione di seggi ulteriori
- In data 01.02.2020 sono proclamati eletti: Ilana Cicurel (Renaissance, RE ); Sandro Gozi (Renaissance, RE); Claude Gruffat (Europe Écologie, Verdi/ALE); Jean-Lin Lacapelle (Rassemblement National, ID); Nora Mebarek (Envie d'Europe écologique et sociale - Partito Socialista, S&D).